# Treat Williams

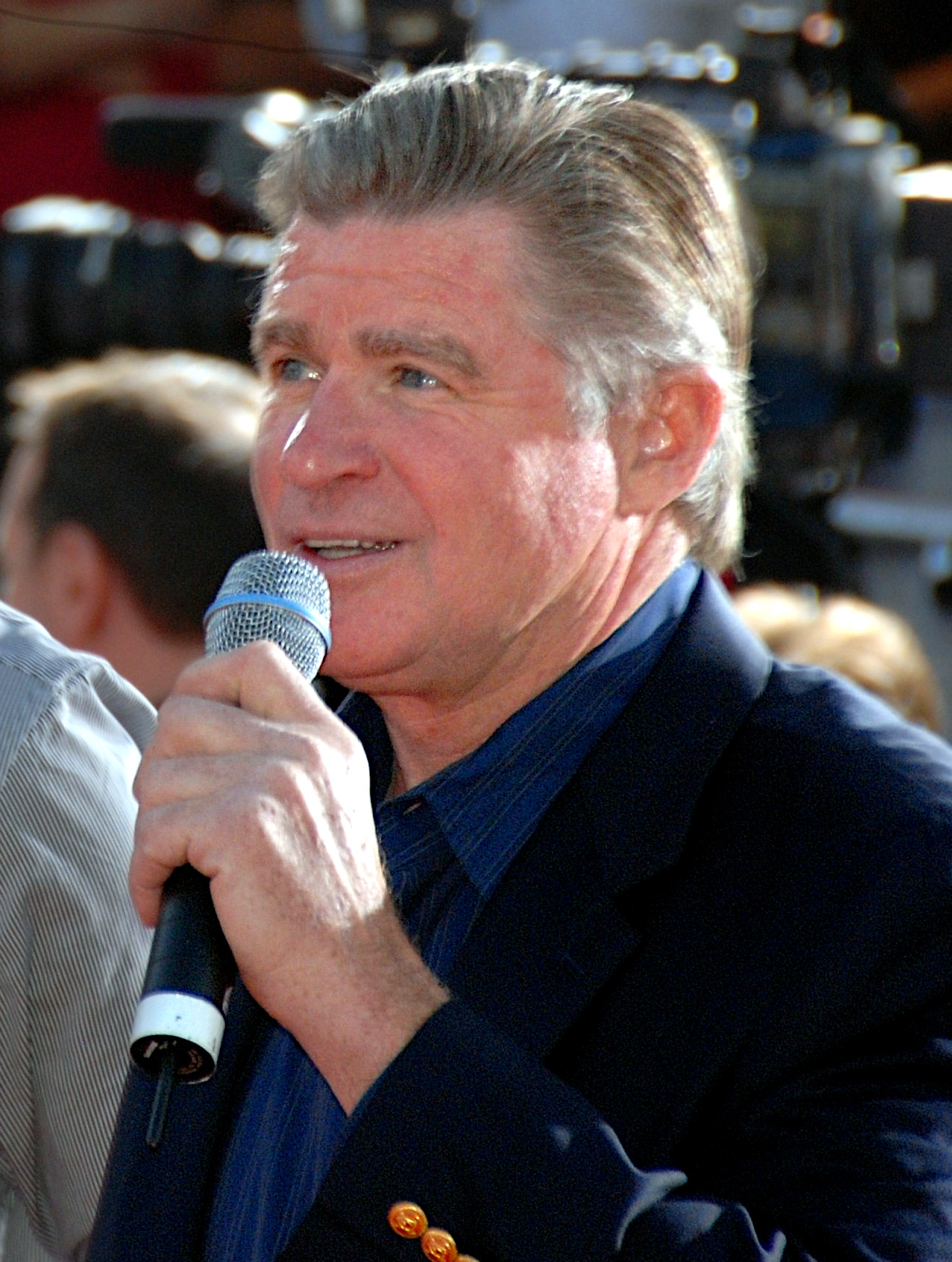
Treat Williams (2008)

Richard Treat Williams (* 1. Dezember 1951 in Stamford, Connecticut; † 12. Juni 2023 in Albany, New York) war ein US-amerikanischer Schauspieler.

## Leben
Williams absolvierte das Franklin and Marshall College in Lancaster in Pennsylvania. In der College-Zeit spielte er im Fulton Repertory Theatre in Lancaster. Seine erste Filmrolle übernahm er 1975 in dem Film Eiskalt. Drei weitere Auftritte folgten 1976. Berühmt machte ihn 1979 die Rolle des Berger in Miloš Formans Film Hair, die ihm eine Nominierung für den Golden Globe Award als Bester Nachwuchsdarsteller einbrachte.
Es folgten vor allem in den 1980er und 1990er Jahren diverse Kinofilme. So übernahm Williams Rollen in Filmen wie Prince of the City, Es war einmal in Amerika, Flashpoint – Die Grenzwölfe und Das Phantom. Parallel war er ab 1983 auch im Fernsehen zu sehen.
Von 2002 bis 2006 spielte er in der Fernsehserie Everwood den Arzt Andy Brown, wofür er u. a. für die Preise Golden Satellite Award, Screen Actors Guild Awards und Teen Choice Award nominiert wurde. 2012 stand er für Roger Cormans Science-Fiction-Komödie Attack of the 50-Foot Cheerleader vor der Kamera, welche er an der Seite von Miss Georgia Teen USA 2007 Jena Sims drehte. Weitere Rollen folgten, vor allem für das Fernsehen. Sein Schaffen umfasste mehr als 120 Produktionen. Zuletzt war er von 2016 bis 2022 in der Serie Chesapeake Shores zu sehen, außerdem hatte er in den letzten Jahren mehrere Gastauftritte in Blue Bloods – Crime Scene New York. Posthum wird The Dougherty Gang veröffentlicht werden.
Der passionierte Privatpilot veröffentlichte 2010 das Kinderbuch Air Show!, das von Robert Neubecker illustriert wurde. Das an jüngere Kinder gerichtete Buch dokumentiert spielerisch das Erlebnis einer Flugshow mit einfachen Texten und plakativen Illustrationen verschiedener Flugzeuge.
Williams war seit 1988 mit Pam Van Sant verheiratet, hatte zwei Kinder und lebte zuletzt in Manchester Center, Vermont. Er starb am 12. Juni 2023 im Alter von 71 Jahren in einem Krankenhaus in Albany im US-Bundesstaat New York infolge eines Verkehrsunfalls, der sich am selben Tag in Dorset, Vermont, ereignet hatte. Williams war dabei auf seinem Motorrad von einem Auto erfasst worden.

## Filmografie (Auswahl)
- 1975: Eiskalt (Deadly Hero)
- 1976: Der Adler ist gelandet (The Eagle Has Landed)
- 1979: Hair
- 1979: 1941 – Wo bitte geht’s nach Hollywood (1941)
- 1980: Das Imperium schlägt zurück (Star Wars: Episode V – The Empire Strikes Back)
- 1981: Flucht auf dem Highway (The Pursuit of D.B. Cooper)
- 1981: Prince of the City
- 1984: Es war einmal in Amerika (Once Upon a Time in America)
- 1984: Flashpoint – Die Grenzwölfe (Flashpoint)
- 1984: Endstation Sehnsucht (A Streetcar Named Desire)
- 1985: Bedrohliches Geflüster (Smooth Talk)
- 1986: The Men’s Club
- 1987: Sweet Lies
- 1988: Dead Heat
- 1989: Sharks – Die Nacht der Haie (The Night of the Sharks)
- 1989: Das Camarena Komplott (Drug Wars: The Camarena Story)
- 1992: Blut auf seidener Haut (Shattered promises)
- 1994: Hand Gun
- 1995: Das Leben nach dem Tod in Denver (Things to Do in Denver When You’re Dead)
- 1996: Cannes Man
- 1996: Das Phantom (The Phantom)
- 1996: Nach eigenen Regeln (Mulholland Falls)
- 1997: Vertrauter Feind (The Devil’s Own)
- 1997: Mörderischer Tausch 2 (The Substitute 2: School’s Out)
- 1997: Octalus – Der Tod aus der Tiefe (Deep Rising)
- 1998: Flucht aus Saudi-Arabien (Escape: Human Cargo)
- 1998: Tief wie der Ozean (The Deep End of the Ocean)
- 1999: Reise zum Mittelpunkt der Erde (Journey to the Center of the Earth, Fernsehfilm)
- 1999: Mörderischer Tausch 3 – Hard Lessons (The Substitute 3: Winner Takes All)
- 1999: 36 Stunden bis zum Tod
- 2000: Critical Mass – Wettlauf mit der Zeit (Critical Mass)
- 2001: Skeletons in the Closet
- 2001: The Substitute: Failure Is Not An Option
- 2001: Der Kreis (The Circle)
- 2001: Virus Outbreak – Die Biowaffe (Venomous)
- 2002–2006: Everwood (Fernsehserie)
- 2002: Hollywood Ending
- 2002: Gale Force – Die 10-Millionen-Dollar-Falle
- 2005: Miss Undercover 2 – Fabelhaft und bewaffnet (Miss Congeniality 2: Armed and Fabulous)
- 2006: Brothers & Sisters (Fernsehserie)
- 2008: Tics – Meine lästigen Begleiter (Hallmark Hall of Fame – Front of the Class)
- 2008: Love Vegas (What Happens in Vegas)
- 2009: The Storm – Die große Klimakatastrophe (The Storm, Miniserie)
- 2010: Howl
- 2010: 127 Hours
- 2011: Codename: Fox – Die letzte Schlacht im Pazifik[10]
- 2011: Against the Wall (Fernsehserie)
- 2011: Kein Mittel gegen Liebe (A Little Bit of Heaven)
- 2011: Law & Order: Special Victims Unit (Fernsehserie, 1 Episode)
- 2012: White Collar (Fernsehserie)
- 2012: Attack from a 50 ft Cheerleader
- 2012: Cold Blood – Kein Ausweg. Keine Gnade. (Deadfall)
- 2013: Eve of Destruction – Wenn die Welt am Abgrund steht (Eve of Destruction)
- 2013–2015, 2017: Chicago Fire (Fernsehserie)
- 2013: Age of Dinosaurs – Terror in L.A. (Age of Dinosaurs)
- 2013: Die Poetin (Reaching for the Moon)
- 2013: Hawaii Five-0 (Fernsehserie, Staffel 3)
- 2014: CSI: Vegas (Fernsehserie, Staffel 14, Episode 22)
- 2014: In the Blood
- 2014: Barfuß ins Glück (Barefoot)
- 2015: American Odyssey (Fernsehserie)
- 2016: Auf Treu und Glauben (Confirmation)
- 2016–2022: Chesapeake Shores (Fernsehserie, 53 Folgen)
- 2016–2023: Blue Bloods – Crime Scene New York (Fernsehserie, 6 Folgen)
- 2018: Das etruskische Lächeln (The Etruscan Smile)
- 2018: Manhattan Queen (Second Act)
- 2020: Run Hide Fight
- 2020: The Christmas House (Fernsehfilm)
- 2021: The Christmas House 2: Deck Those Halls (Fernsehfilm)
- 2021: 12 Mighty Orphans
- 2022: We Own This City (Miniserie, 2 Folgen)
- 2024: Feud (Fernsehserie, 6 Folgen)